# Tachina vittata
Tachina vittata är en tvåvingeart som först beskrevs av Walker 1853.  Tachina vittata ingår i släktet Tachina och familjen parasitflugor.
Artens utbredningsområde är Colombia. Inga underarter finns listade i Catalogue of Life.